# Filothei
Filothei (griechisch Φιλοθέη (f. sg.)) ist ein nordöstlicher Vorort von Athen in Griechenland.

## Geschichte
Das früher landwirtschaftlich genutzte Gebiet war zu Beginn des 20. Jahrhunderts von Ägypten-Griechen erworben worden, um dort das Dorf Nea Alexandria zu gründen. Nachdem dieses Projekt gescheitert war, beschloss 1920 die Verwaltung der Nationalbank von Griechenland, einen Teil dieses Gebiets zum Bau von Wohnungen für ihre Mitarbeiter zu nutzen. 1922 wurde der restliche Teil enteignet, um die Wohnbedürfnisse der Flüchtlinge aus Kleinasien decken zu können. 1934 wurde das Gebiet aus der Gemeinde Chalandri ausgegliedert und zunächst unter dem Namen Nea Alexandria eine Landgemeinde (kinotita) gegründet. 1936 wurde sie umbenannt in Filothei, weil beim Abbau von Gestein für den Wohnungsbau die Krypta der Heiligen Philothea von Athen entdeckt worden war. 1982 erfolgte die Hochstufung zur Stadtgemeinde (dimos).
Zum 1. Januar 2011 wurde Filothei mit Neo Psychiko und Psychiko zur neuen Gemeinde Filothei-Psychiko fusioniert, in der es seitdem einen Gemeindebezirk bildet.

## Lage
Filothei liegt etwa acht Kilometer nordöstlich der Akropolis, etwas südlich der Attiki Odos und des Olympia-Sportkomplexes. Es grenzt im Norden an Nea Ionia und Marousi, im Osten an Chalandri, im Süden an Psychiko und im Westen an Galatsi. Es wird durch den Kifissias-Boulevard im Westen begrenzt, im Süden durch Parks und Grünanlagen von Psychiko getrennt, im Westen durch den (bereits zu Galatsi gehörenden) Filothei-Hügel.

## Charakter
Filothei ist weniger dicht bebaut und besiedelt als die meisten Vororte Athens. Die Bebauung, die anders als in vielen Vororten Athens aufgrund einer durchdachten Stadtplanung geordnet errichtet wurde, ist durch Grünanlagen aufgelockert. Bei der Anlage in den 1930er Jahren wurden 28.000 Bäume gepflanzt. Im Süden und Westen ist Filothei von begrünten Hügeln begrenzt. Die Begrünung ist durch den Wasserreichtum der Gegend begünstigt; ein Podonifti genanntes Flüsschen, das von Quellen am Penteli gespeist wird und auch im Sommer Wasser führt, durchzieht den ruhigen Ort, der sich „Gartenstadt von Athen“ nennt. Es war lange ein typischer Wohnbezirk für die Mittelschicht, für Angestellte und Journalisten, wandelte sich aber zu einem der bevorzugten und teureren Vororte im Norden Athens. Von der begrünten Platia Drosopoulou, die nach einem früheren Direktor der Nationalbank von Griechenland benannt ist, gehen strahlenförmig Straßen in alle Himmelsrichtungen.
Außer der Krypta und Kirche der heiligen Philothea besitzt Filothei keine besonderen Sehenswürdigkeiten, aber ein beliebtes Open-Air-Kino.

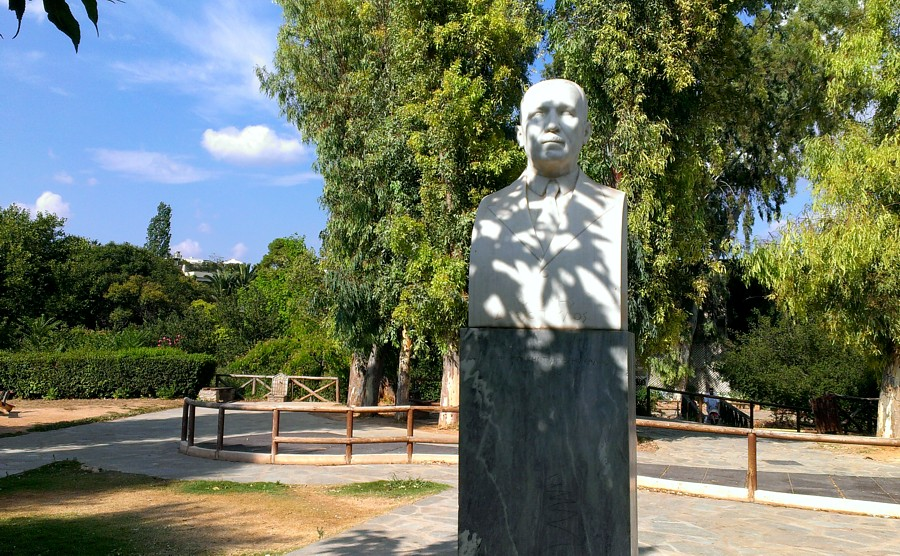
Platia Drosopoulou
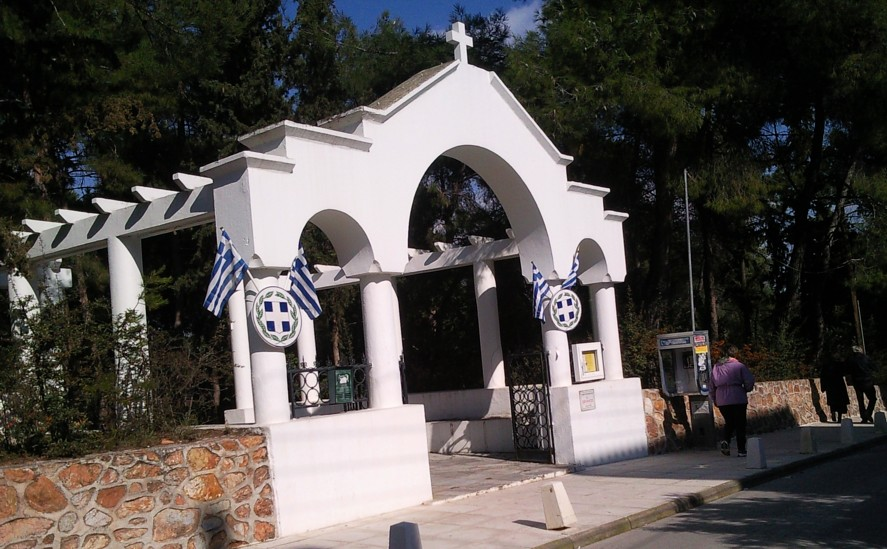
Agia Philothea